# Ancistroceroides bogotanus
Ancistroceroides bogotanus är en stekelart som först beskrevs av Edoardo Zavattari.
Ancistroceroides bogotanus ingår i släktet Ancistroceroides och familjen Eumenidae. Inga underarter finns listade i Catalogue of Life.